# Родзинки

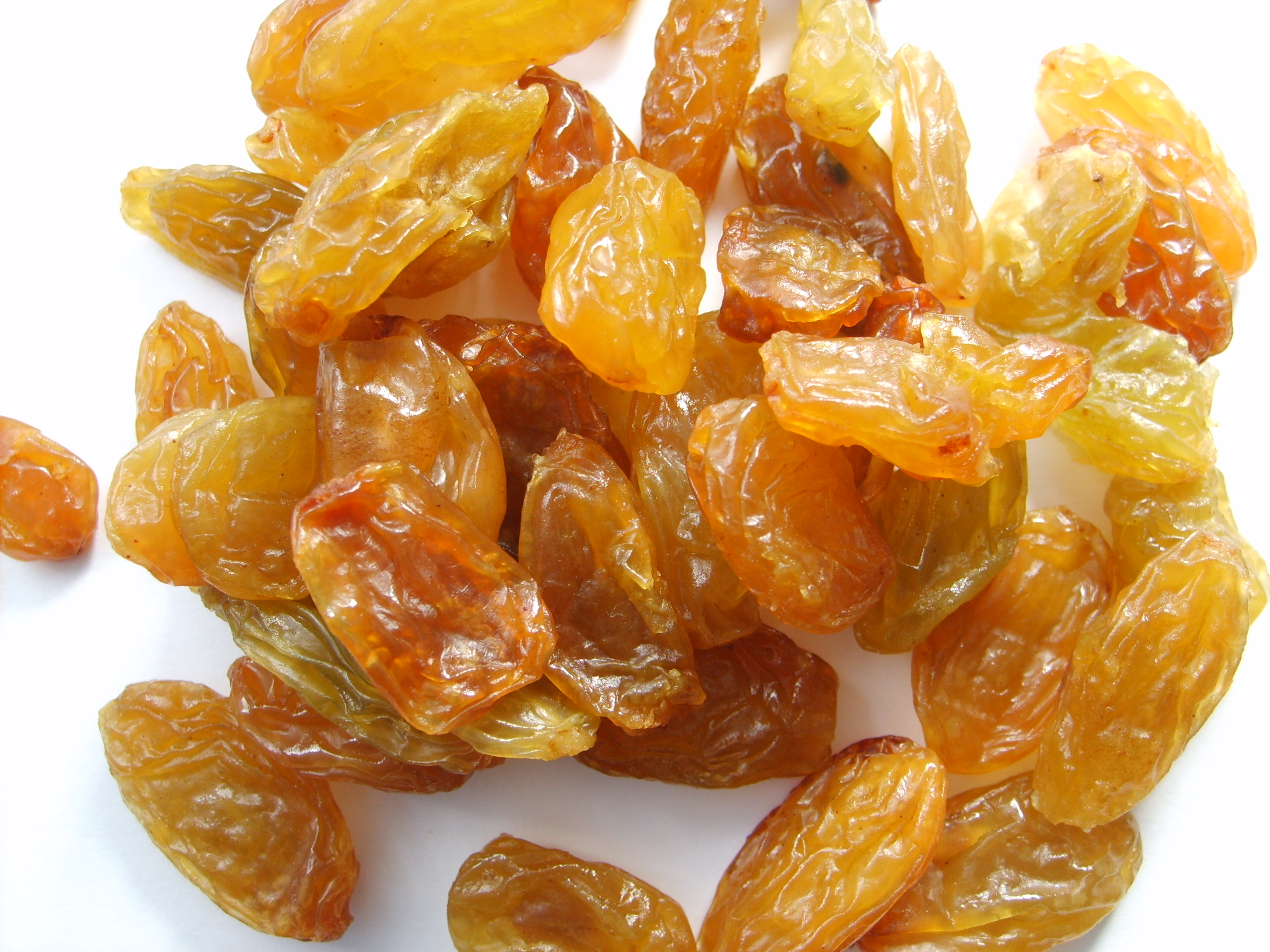
Родзинки

Родзи́нки (заст. укр. озюм, ст.-укр. изюмъ) — сушений виноград. Родзинки виробляють у багатьох країнах світу, зокрема у США, Австралії, Чилі, Аргентині, Мексиці, Греції, Туреччині, Індії, Ірані, Пакистані, Афганістані, південній та східній Європі. Використовується для приготування багатьох страв, в тому числі, куті. Також родзинки можна вживати в їжу як самостійний продукт.

## Назви
- Ізюм (заст. укр. озюм, узюм, ст.-укр. изюмъ)[4][5] — від тюркського üzüm, «виноград»[6].
- Родзинки (з пол. rodzynki через нім. Rosine, через лат. racemus, «гроно винограду» і старофр. raisin, «виноград»)
- Коринки[7] — дрібні родзинки.

## Види ізюму
Назви різних видів родзинок змінюються дуже часто. Тому в куховарських книгах, виданих навіть порівняно недавно, 15-20 років тому[відколи?], вони відрізняються від сьогоднішніх, а тим більше від назв сторічної давнини.
Розрізняють:
- Світлі, дрібні родзинки, без кісточок з солодких зелених і білих (сірих) сортів винограду Найчастіше він називається кишмиш (кулінарна назва), або сабза (сучасна торгова назва);
- Темні, майже чорні або сині, а частіше темно-бордові безнасінні родзинки, за старою кулінарною термінологією — «коринка» (при приготуванні з винограду сортогрупи коринка), за сучасною торгівельною термінологією — «Бідана», або «шигані». Існує два основні різновиди: дуже солодкі і менш солодкі з однією кісточкою;
- Великі, м'ясисті, дуже солодкі, приємні на смак, з двома-трьома великими кісточками. Їх одержують з винограду сорт Хусайне — «Дамські пальчики» або з герміану.

Три грона винограду на гербі міста Ізюм

Перший і другий види родзинок використовуються в хлібобулочних і кондитерських виробах, другий — особливо в кексах і пасках. Третій вид родзинок йде зазвичай на приготування компотів , напоїв, а також вживається при приготуванні деяких м'ясних страв (напр. плов).
- Четвертий вид — великі насіннєві родзинки — має досить різноманітне застосування. Без кісточок, подрібнений, він іде на приготування кондитерських виробів і пудингів, а в цілому вигляді — для примастки напоїв — квасів, морсів.

Фабричні родзинки рівніші, краще очищений від домішок, але менш ароматні, ніж родзинки ручної обробки. Щодо інших властивостей, то характер обробки не має істотного значення для кулінарного використання. В здобне тісто краще використовувати родзинки в подрібненому вигляді та попередньо обваляти їх у борошні. Тоді родзинки рівномірніше розподілаються в тісті.
Також можна використовувати для приготування компоту або кондитерських виробів на кшталт «морских камінців».